# Conus pseudorbignyi
Conus pseudorbignyi é uma espécie de gastrópode do gênero Conus, pertencente à família Conidae.